# Răducăneni
Răducăneni è un comune della Romania di 8 091 abitanti, ubicato nel distretto di Iași, nella regione storica della Moldavia.
Il comune è formato dall'unione di 4 villaggi: Bohotin, Isaiia, Răducăneni, Roșu.